# 毛利聡子
毛利 聡子（もうり さとこ、1967年3月16日 - ）は、日本のフリーアナウンサー。舞夢プロ所属。

## 来歴
山口県徳山市出身。
同志社女子大学学芸学部英文学科を卒業後、1989年に山口放送 (KRY) に入社。山口放送在籍時には、報道部で記者をしながらニュースキャスターを務めていた。山口放送へは3年契約での入社であったため、1992年の契約終了を機に同局を退社した。
退社後には結婚し、夫の転勤先である福岡県で3年間フリーのリポーターとして活動した。
その後、夫の再度の転勤により大阪府へ移住。1996年4月にテレビ大阪 (TVO) の契約アナウンサーになり、8年間同局に勤務した。
2004年4月に舞夢プロ所属のフリーアナウンサーになり、引き続き近畿地方のテレビやラジオに出演。また、経済シンポジウムのコーディネーターやキャリアコンサルタントとしても活動している。

## 担当番組
脚注のないデータは、すべて所属事務所公式プロフィールからの参考。

### テレビ番組
- 満点!しあわせテレビ（テレビ大阪、1999年 - 2000年） - 司会進行
- 満点!アイ（テレビ大阪、2000年 - 2001年） - MC[5]
- イブニングサテライト（テレビ大阪、2002年 - 2003年）
- 板東英二のグッドスマイル（テレビ大阪、2003年）[1]
- 健康手帳（テレビ大阪、2004年）
- 近畿の元旦（テレビ大阪、2005年）
- From Japan（テレビ大阪、2006年）
- 経済“能力”向上委員会SP 大阪のなんでやねん！2006（テレビ大阪、2006年）
- あきんど温故知新（テレビ大阪、2007年）
- 関西財界セミナー（テレビ大阪、2007年）
- 県政週刊プラスワン（びわ湖放送、2010年 - 2014年）
- なっトク☆医学（K-CAT、2011年 - 2013年）
- ナニワ4匹のおっちゃん珍道中（テレビ大阪、2016年） - ナレーター

### ラジオ番組
- MBS激論スタジアム（MBSラジオ、2004年 - 2005年）
- ありがとう浜村淳です（MBSラジオ、2006年）
- Hit&Hit!（ラジオ大阪、2020年 - 2021年） - 金曜アシスタント